# Анфантен, Бартелеми Проспер
Бартелеми́ Проспе́р Анфанте́н (фр. Barthélemy Prosper Enfantin; 8 февраля 1796, Париж, — 31 августа 1864, Париж) — французский философ-утопист, представитель сенсимонизма, социальный реформатор.

## Биография

### Ранние годы
Бартелеми Проспер Анфантен родился в Париже в состоятельной семье банкира. В 1813 году он поступил в Политехническую школу в Париже, где отличился гражданской позицией: в марте 1814 года он был в числе студентов, пытавшихся оказать сопротивление занявшим Париж войскам Шестой антифранцузской коалиции. В конце концов, бунтующая школа была закрыта Людовиком XVIII, и Анфантен стал не инженером, а торговцем вином. В деловых целях он посетил множество европейских стран, в том числе Россию, Великобританию, Германию и Нидерланды. В 1821 году он основал собственный частный банк в Санкт-Петербурге, но уже через два года вернулся в Париж. В это же время он присоединился к тайному обществу карбонариев. Налаженное через карбонариев знакомство с математиком Олиндом Родригом привело его к социалистам-утопистам, группировавшимся вокруг графа Анри де Сен-Симона.

### Пропаганда сенсимонизма
Анфантен был привлечён к сенсимонизму не только экономической концепцией данного учения, но и идеей «нового христианства». Хотя Анфантен знал Сен-Симона недолгое время, он считал себя его непосредственным учеником. После смерти Сен-Симона в 1825 году руководство сенсимонистской школой перешло к Родригу, бывшему ближайшим учеником графа. Однако он постепенно отошёл от дел, и к 1829 году школу возглавили Анфантен и его постоянный оппонент, Сент-Аман Базар, считавшийся новым интеллектуальным лидером сенсимонизма (их сторонники учения именовали «отцами», а те, в свою очередь, называли своих соратников «сыновьями»). Анфантен отвечал за разработку ключевых положений и принципов работы сенсимонистов. Он также совершал объезды провинциальных сенсимонистских общин, обращаясь к их участникам в форме, близкой к апостольским посланиям.
Однако сенсимонистский кружок со временем деградировал в подобие церкви сектантского типа, в деятельности которой большую роль стал играть мистицизм. Анфантен и Базар стали «первосвященниками» этой секты, вступая друг с другом в полемику по большинству позиций. Главным пунктом раздора оказался вопрос о семье и браке: Анфантен в этом отношении выделял людей, постоянных по своей природе и непостоянных, причём последние, по его мнению, могли менять жен или мужей по собственному желанию в любое время. Базар и его последователи считали, что Анфантен превратно трактует принципы коллективизма, и его учение о браке является безнравственным и вредным. Несмотря на попытки Родрига примирить своих товарищей, в конечном итоге, разногласия по вопросам брака и семьи, а также соотношения сенсимонизма и классической религии, вызвали окончательный разрыв между духовными отцами «церкви» и покончили с существованием единого сенсимонистского сообщества уже к концу 1831 года: 11 ноября этого года Базар и ещё 19 наиболее способных и деятельных членов общины вышли из её состава.

### Руководство сенсимонистской общиной
Группа Анфантена, провозглашённого в январе 1832 года «Верховным Отцом», приступила к практической реализации своих идей. По учению Анфантена, люди должны «освящаться в труде и удовольствии». В 1831—1832 гг. его последователи проводили многолюдные собрания, служившие средством пропаганды, а также создавали потребительные и производительные ассоциации рабочих. Всё это требовало больших расходов, покрывавшихся пожертвованиями отдельных лиц; самым крупным вкладчиком был сам Анфантен. Всего из разных источников было собрано от 900 000 до 1 000 000 франков.
Тем не менее, Анфантен и его группа не понимали истинных требований и положения рабочих, что привело к коллапсу многих производительных ассоциаций. В самом «семействе» вновь возникли раздоры по поводу отношений между полами, на этот раз между Анфантеном и Родригом. Родриг (для которого брак с женой Эфрази был основой всей жизни) находил — как и Базар — точку зрения Анфантена безнравственной и необоснованной; Анфантен же обвинял коллегу в том, что он не может освободиться от ига устаревшей семьи. В конце концов Родриг также был вынужден покинуть общину (февраль 1832 г.). Хотя за ним из «семейства» никто не ушёл, но выход его отразился на делах общины весьма неблагоприятно (поскольку Родриг заправлял всеми её денежными делами, а также и реализацией займа).
Анфантен с последователями удалился в свою усадьбу Менильмонтан неподалёку от Парижа, где  в апреле 1832 года была создана трудовая коммуна, в которой жизнь была устроена на новых началах, призванных реализовать идеи совместного труда «индустриалов» и свободной любви. Члены «семейства» разделили между собой работы по дому и саду; к обеду все собирались вместе, пели молитвы и слушали поучения своего «отца». Здесь же Анфантен изложил свои взгляды на общество в «Новой книге», состоявшей из катехизиса и книги бытия, представлявших собой смесь религиозных, моральных, научных и фантастических воззрений.
Хотя сенсимонисты в Менильмонтане вели скромный и трудолюбивый образ жизни, но существование их общины было прекращено уголовным процессом по обвинению в составлении противозаконного общества и проповеди безнравственного учения. На суде сенсимонисты держали себя как настоящие сектанты и во всем продолжали слушаться Анфантена, называя его «отцом» (даже отказались по его приказу от присяги). Последний на вопросы председателя суда отвечал, что он называет себя «отцом человечества» и «живым законом». На суде Анфантен разоблачал современное устройство общества как настоящую причину безнравственности.

### Осуждение и последующая жизнь
В 1832 году власти в судебном порядке запретили общину «за оскорбление нравственности»; Анфантен (а также его последователи Шевалье и Дювейрье) был осуждён на год тюремного заключения и оштрафован на 100 франков. Речь Анфантена в суде 28 августа 1832 года фактически оказалась последним публичным выступлением сенсимонистов.
Освободившись, Анфантен отправился в Египет, чтобы заняться инженерными работами. Анфантену одному из первых принадлежит идея и проект практической реализации Суэцкого канала. Здесь, в Египте, Анфантен и несколько его единомышленников основали новую сенсимонистскую общину, однако она просуществовала лишь два года, поскольку её руководитель отклонил предложение Мухаммеда Али принять ислам и поступить к нему на государственную службу. Некоторые бывшие последователи Анфантена перешли в фурьеризм, и лишь немногие продолжали говорить и писать в духе религиозно-мистического социализма (Пьер Леру).
По возвращении во Францию Анфантен работал почтмейстером и директором линии железнодорожного сообщения Париж — Лион. В 1841 году он был включён в состав научной комиссии по изучению Алжира. В 1848 году он в последний раз безуспешно пытался восстановить пропаганду своего учения. Окончательно порвал с социалистическим движением, поддержав бонапартистский переворот Наполеона III. Приветствуя Вторую империю, Анфантен призывал нового императора поощрять развитие промышленности во Франции.